# Làm việc

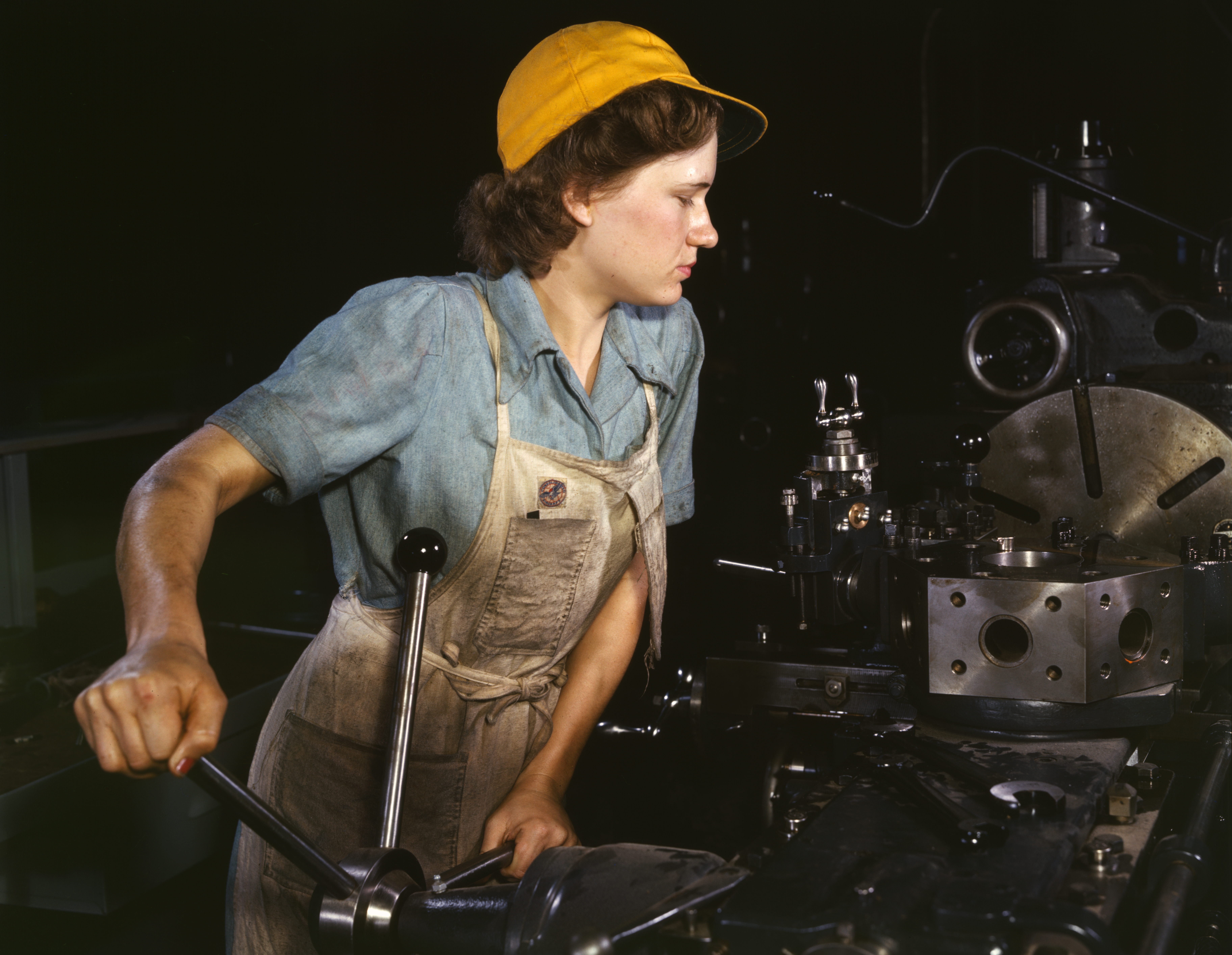
Một nữ công nhân đang tập trung làm việc

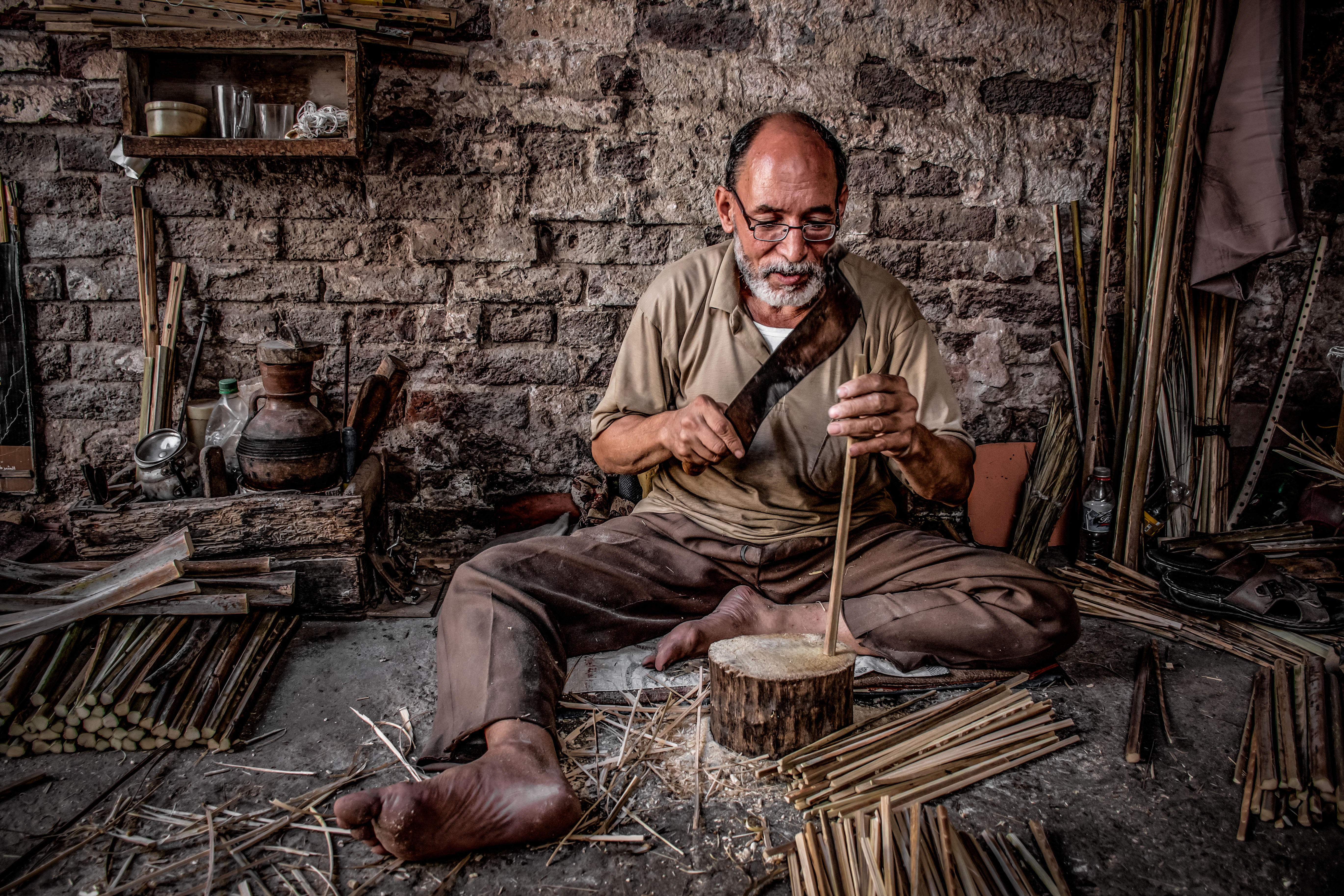
Công việc của một người thợ thủ công

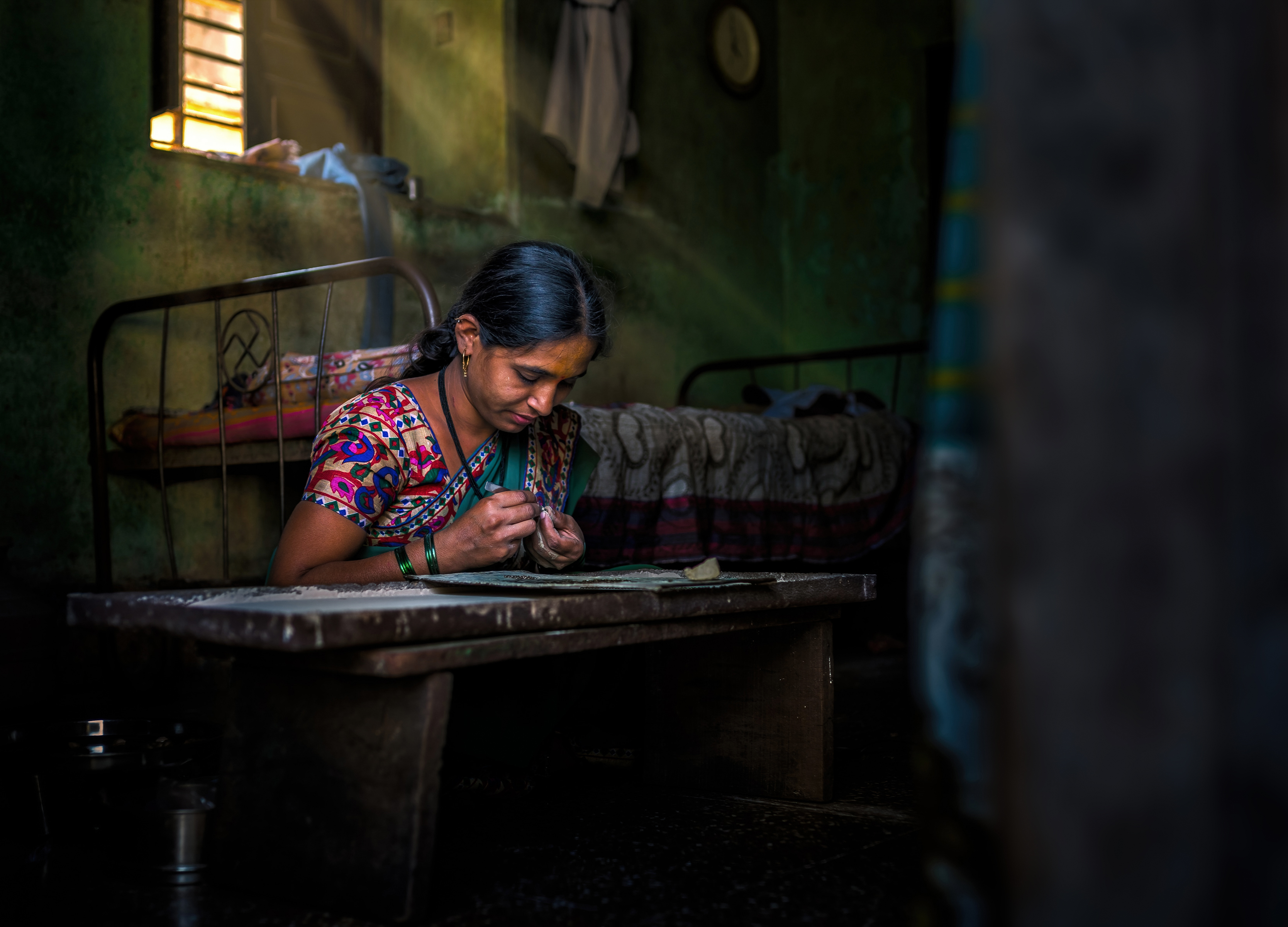
Một người thợ kim hoàn đang làm việc chăm chú, tỉ mỉ

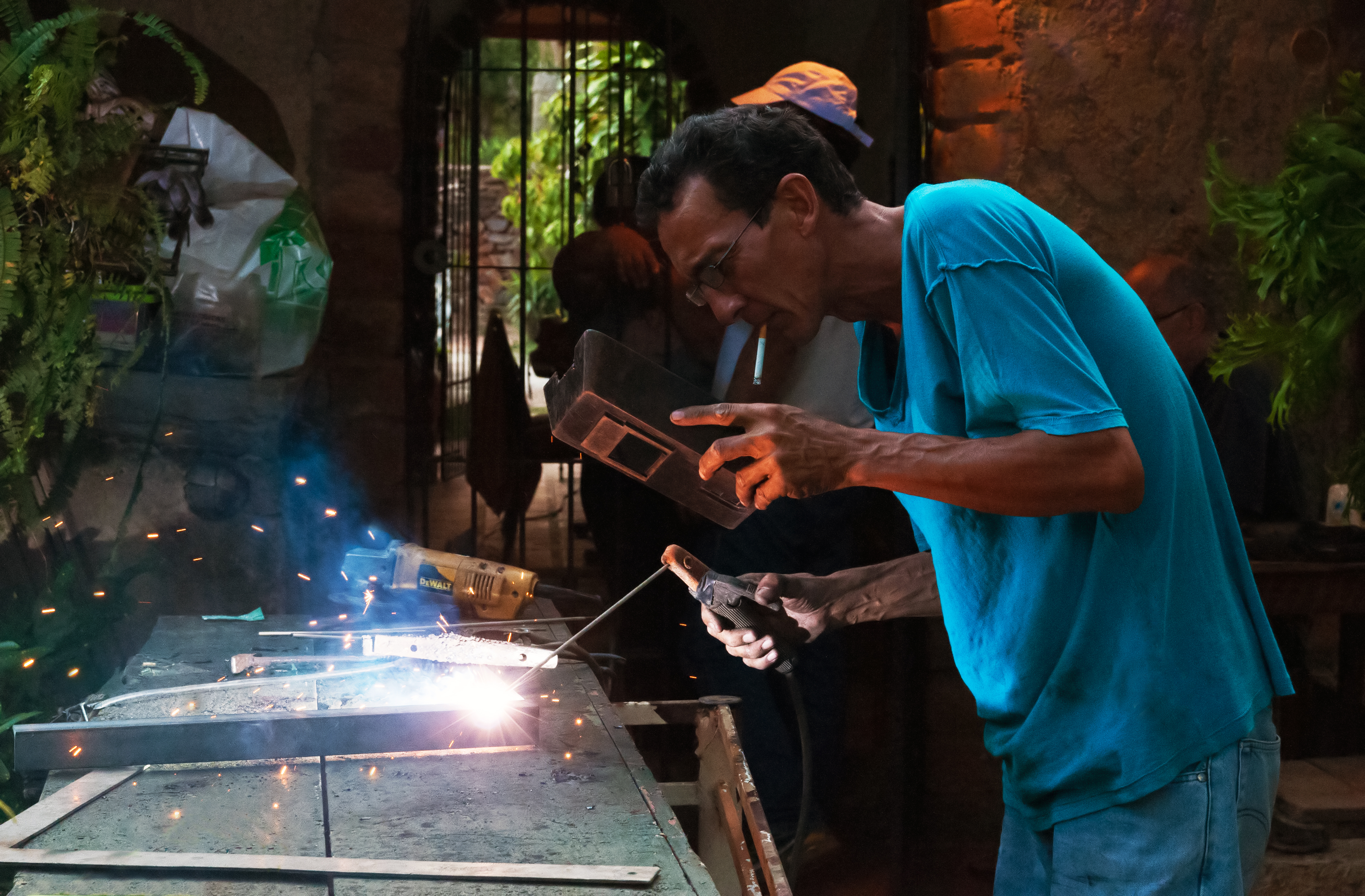
Một người thợ hàn đang làm việc

Làm việc (Work) hay làm lụng là hoạt động có chủ đích mà mọi người thực hiện để phục vụ cho nhu cầu và mong muốn của bản thân, người khác hoặc tổ chức. Trong bối cảnh của kinh tế, làm việc hay công việc có thể được xem là hoạt động của con người đóng góp (cùng với các yếu tố sản xuất khác) vào sản phẩm, giá trị hàng hóa và dịch vụ trong một nền kinh tế. Thuật ngữ làm việc hay làm lụng cũng gắn liền với các thuật ngữ như việc làm, công việc, lao động và nghề nghiệp. Trong đó việc làm chỉ về một hành vi, động tác cụ thể, trực tiếp tác động vào các đối tượng vật chất, thực thể để cho ra kết quả, sản phẩm cụ thể. Công việc đã tồn tại trong tất cả các xã hội loài người, hoặc là những công việc được trả lương hoặc những công việc không được trả lương, từ săn bắt và hái lượm, thu thập, nhặt nhạnh tài nguyên thiên nhiên bằng tay cho đến việc săn bắt, hái lượm theo nhóm đến vận hành công nghệ phức tạp mà cơ giới hóa đã thay thế cho nỗ lực thủ công hoặc thậm chí là trí óc trong một xã hội nông nghiệp, công nghiệp hoặc hậu công nghiệp. Tất cả các nhiệm vụ ngoại trừ những nhiệm vụ đơn giản nhất trong bất kỳ công việc nào đều yêu cầu kỹ năng, công cụ và các nguồn lực khác cụ thể, chẳng hạn như vật liệu để sản xuất hàng hóa. 

## Tổng quan
Nhân loại đã phát triển nhiều tổ chức khác nhau để phối hợp công việc theo nhóm, chẳng hạn như chương trình của chính phủ, tổ chức phi lợi nhuận, hợp tác xã và tập đoàn. Các nền văn hóa và cá nhân trong suốt chiều dài lịch sử đã thể hiện nhiều thái độ khác nhau đối với công việc. Bên cạnh những khác biệt khách quan, một nền văn hóa có thể tổ chức hoặc gắn địa vị xã hội với các vai trò công việc thông qua nghề nghiệp được chính thức hóa có thể mang chức danh công việc chuyên biệt và cung cấp cho mọi người một sự nghiệp. Trong suốt chiều dài lịch sử, công việc đã gắn liền mật thiết với các khía cạnh khác của xã hội và chính trị, chẳng hạn như quyền lực, giai cấp, truyền thống, quyền và đặc quyền. Theo đó, sự phân công lao động là một chủ đề nổi bật trong các khoa học xã hội vừa là một khái niệm trừu tượng vừa là đặc điểm của từng nền văn hóa. Nhưng cho dù nền văn hóa khác nhau đi chăng nữa thì thái độ "làm việc chăm chỉ" luôn được khuyến khích, đó là điều kiện quan trọng để thành công trong sự nghiệp.
Làm lụng mưu sinh cũng có thể gây ra mối đe dọa đến hạnh phúc và sự sống còn của con người, thông qua các nghề nghiệp gắn với điều kiện, tình cảnh, môi trường làm việc bẩn thỉu, nguy hiểm (công việc nặng nhọc, độc hại) và hạ thấp phẩm giá (nghề hạ tiện), hoặc trong những trường hợp cực đoan, như cái chết do lao lực (cố quá thành quá cố). Một số người cũng tham gia phê bình công việc và bày tỏ mong muốn giảm bớt hoặc xóa bỏ hoàn toàn công việc, ví dụ như trong Paul Lafargue trong cuốn sách Quyền làm biếng (The Right to Be Lazy), tác phẩm Bullshit Jobs (Công việc chết tiệt) của David Graeber, hay The Abolition of Work của Bob Black. Các chương trình thực tế nhằm loại bỏ nhu cầu kinh tế đối với công việc suốt đời lần đầu tiên xuất hiện thông qua khái niệm nghỉ hưu, và gần đây đã được mở rộng cho tất cả người lớn thông qua thử nghiệm với thu nhập cơ bản toàn dân. Ngay nay, nền kinh tế thế giới đương đại đã mang lại nhiều thay đổi, đảo ngược một số vấn đề việc làm phổ biến trước đây. Đồng thời, một số vấn đề tồn tại lâu đời vẫn còn liên quan và những vấn đề mới khác đã xuất hiện. Một vấn đề vẫn tiếp diễn mặc dù đã có nhiều cải thiện là lao động nô lệ và buôn người. Mặc dù các ý tưởng về quyền phổ quát và lợi ích kinh tế của lao động tự do đã làm giảm đáng kể tình trạng nô lệ trắng trợn, nhưng nó vẫn tiếp tục ở những khu vực vô luật pháp hoặc ở dạng nhẹ hơn ở vùng rìa của nhiều nền kinh tế.